# Jost Christian zu Stolberg-Roßla senior
Graf Jost Christian zu Stolberg-Roßla (* 24. Oktober 1676 in Ortenberg; † 17. Juni 1739 in Roßla) war Stifter der Linie Stolberg-Roßla des Hauses Stolberg und regierte ab 1706 über einen Teil der Grafschaft Stolberg, der als Grafschaft Stolberg-Roßla bezeichnet, aber unter diesem Namen offiziell nicht anerkannt wurde.

## Leben
Jost Christian ist der jüngste Sohn des Grafen Christoph Ludwig zu Stolberg (1634–1704) und der geborenen Landgräfin Louise Christine von Hessen (1636–1697), Tochter von Georg II. Er erhielt Privatunterricht. Nach dem frühen Tod seiner Mutter am 11. November 1697 zog er es vor, anstatt auf Bildungsreisen zu gehen, seinen Vater bis zu dessen Tod am 7. April 1704 bei der Regierung zu unterstützen. Nach zwei Jahren der gemeinsamen mit seinem älteren Bruder Christoph Friedrich zu Stolberg-Stolberg erfolgten Verwaltung der Regierungsgeschäfte entschlossen sich beide am 19. Juli 1706 zu einer Teilung der Besitzungen, die am 6. Juli 1719 nochmals modifiziert wurde. Jost Christian erhielt die Herrschaft Ortenberg, ein Viertel der Stadt Grüningen und fünf Vierundzwanzigstel an Schloss und Stadt Münzenberg, von der Grafschaft Stolberg die Ämter Roßla, Ebersberg, Questenberg, Wolfsberg und Bärenrode, die Gerichtsdörfer Dietersdorf und Dittichenrode sowie das Dorf Uftrungen. Die stolbergische Hälfte der Ämter Kelbra und Heringen blieb im gemeinschaftlichen Besitz.
Sein Viertel an Grüningen vertauschte Jost Christian am 20. Oktober 1712 mit Graf Wilhelm Moritz von Solms-Braunfels gegen fünf Zwölftel am Dorf Heuchelheim und ein Drittel von fünf Vierundzwanzigstel an Schloss und Stadt Münzenberg.
Nachdem Kurfürst Friedrich August von Sachsen 1730 mit Militärgewalt die beanspruchte Oberhoheit über die gesamte Grafschaft Stolberg an sich gebracht hatte, musste Jost Christian einen sogenannten Submissionsrevers unterschreiben und weitere Einschnitte in die politischen Rechte und Freiheiten der Grafschaft Stolberg-Roßla hinnehmen.
Am 10. September 1738 erließ er sein Testament, das nach seinem Tod am 20. Juli 1739 publiziert wurde und in dem er die Primogenitur für die Linie Stolberg-Roßla einführte.
Ferner gehen auf Graf Jost Christian der Neubau bzw. die Renovierung der Kirchen in Roßla, Herrmannsacker, Breitenstein, Uftrungen, Wolfsberg, Dietersdorf und Hainrode zurück.
Unter seiner Regierung wurde 1724 der letzte Wolf im Südharz erlegt. An dieses Ereignis erinnert das Wolfsdenkmal bei Schwiederschwende.

## Familie
Jost Christian heiratete am 1. Oktober 1709 im Schloss Ilsenburg Gräfin Aemilie Auguste zu Stolberg (1687–1730), die ältere Schwester des Grafen Christian Ernst zu Stolberg-Wernigerode. Mit ihr hatte er folgende Kinder:
- Louise Christine (* 6. November 1710; † 10. März 1711),
- Christiane Albertine (* 16. April 1713; † 3. Februar 1790),
- Friedrich Botho (* 13. Mai 1714; † 8. März 1768) – Erbgraf und Nachfolger
- Ernst August (* 6. Mai 1715; † 7. Dezember 1774),
- Louise Charlotte (* 5. Juni 1716; † 15. Juni 1796),
- Sophie Ernestine (* 3. Juni 1717; † 28. Februar 1751),
- Otto Casimir (* 1. Juli 1718; † 13. März 1798),
- Christoph Ludwig (* 16. Juli 1719; † 18. Juni 1720),
- Louise Henriette (* 11. Dezember 1720; † 4. Januar 1795),
- Jost Christian  (* 23. August 1722; † 10. Oktober 1749),
- Christine Eleonore (* 21. Dezember 1724; † 26. Februar 1725),
- Johann Martin (* 6. Januar 1728; † 8. Oktober 1795),
- Frühgeborener Sohn (*/† 26. Juni 1730).

Seine Ehefrau starb an den Folgen der Totgeburt des letzten Sohnes am 30. Juni 1730 und ließ ihn mit neun unmündigen Kindern zurück. Da es ihm bedenklich erschien, sich anderweitig standesmäßig zu vermählen, er aber ganz ohne Ehe nicht leben wollte, fand er in Auguste Elenore Gebser, der Tochter des anhaltischen Amtmanns Johann Wilhelm Gebser aus Gernrode, eine neue Frau. Er führte mit ihr insgeheim eine morganatische Ehe, erreichte 1736 ihre Erhebung in den Adelsstand von Seemen und hatte mit ihr folgende Kinder:
- Christine Eleonore von Seemen
- Jost Christian von Seemen
- Auguste Christiane von Seemen
- Caroline Wilhelmine von Seemen.

Testamentarisch verpflichtete er seinen Nachfolger, Graf Friedrich Botho zu Stolberg-Roßla, zur jährlichen Zahlung von 300 Talern an seine zweite Ehefrau. Für jedes Kind sollte sie außerdem 100 Taler erhalten. Nach dem Tod von Jost Christian zog Auguste Elenore von Seemen auf ihr Freigut nach Wickerode, wo sie Ende 1749 starb.